# Межзвёздный прямоточный двигатель Бассарда

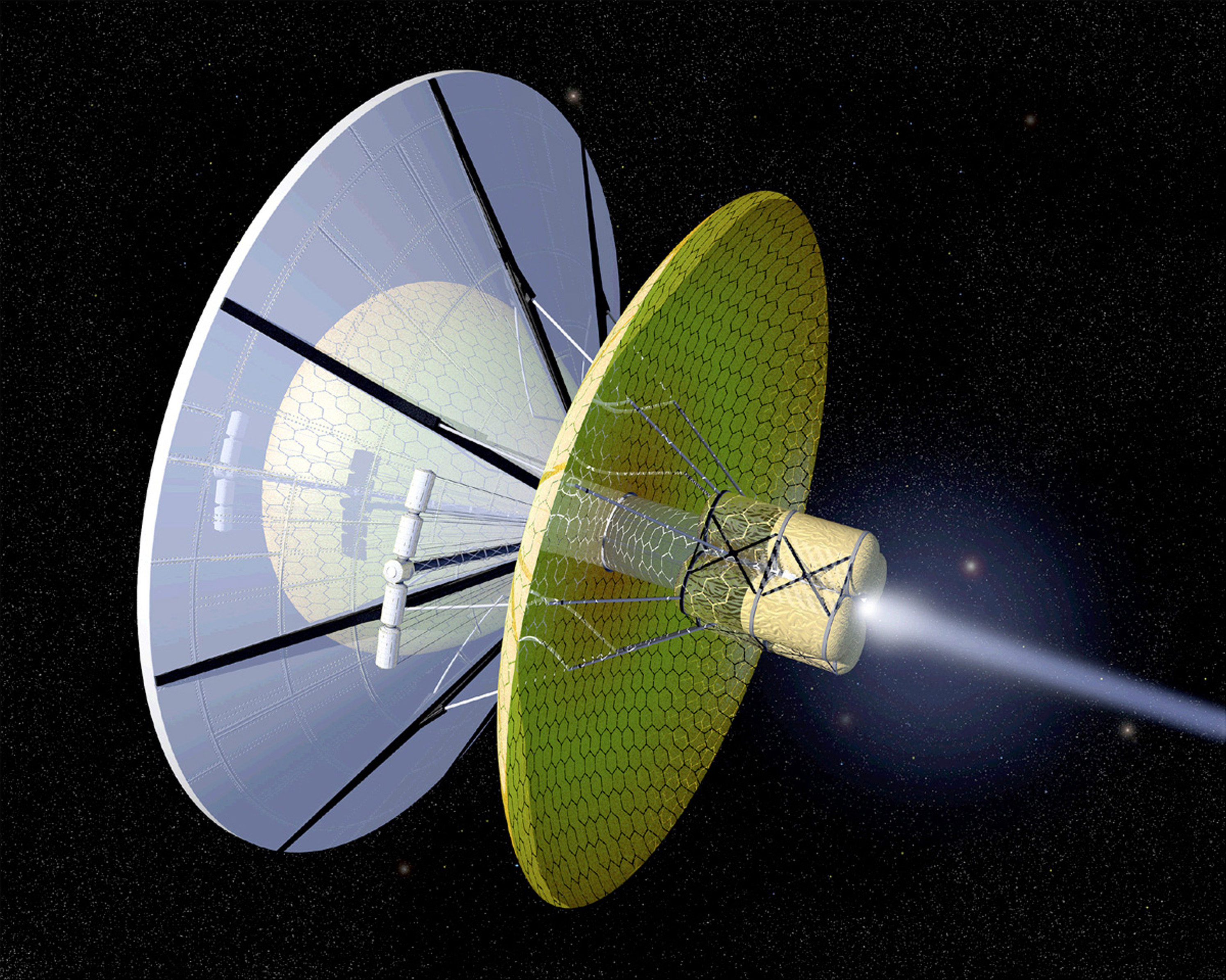
Межзвёздный прямоточный двигатель Бассарда (поле коллектора показано видимым) в представлении художника

Межзвёздный прямоточный двигатель Бассарда (англ. Bussard ramjet) — концепция ракетного двигателя для межзвёздных полётов, предложенная в 1960 году физиком Робертом Бассардом.

## Устройство двигателя
Основой концепции является захват вещества межзвёздной среды (водорода и пыли) идущим на высокой скорости космическим кораблём и использование этого вещества в качестве рабочего тела (либо непосредственно топлива) в термоядерном ракетном двигателе корабля. Захват вещества межзвёздной среды осуществляется мощным электромагнитным полем, в приближении имеющим конфигурацию широкой воронки, направленной вперёд по вектору скорости корабля. Предположительно, диаметр собирающего поля должен составлять тысячи или десятки тысяч километров. Существенной особенностью такой схемы будет являться практически полная топливная автономность корабля: будучи разогнанным имеющимся на борту запасом топлива до некоторой скорости, обеспечивающей достаточный приток межзвёздного водорода во входной коллектор, то есть после входа в «прямоточный режим», корабль сможет двигаться далее с постоянным ускорением, не выключая привода и не переходя на инерционный полёт.
Предложены два основных варианта использования захваченного межзвёздного водорода:
1. В качестве рабочего тела для ТЯРД, при собственном запасе термоядерного топлива на борту (RAIR).
2. Непосредственно в качестве термоядерного топлива.

## Теория и проблематика концепции
Межзвёздная среда содержит вещество в количестве порядка 10−21 кг/м³, в основной массе — ионизированный и неионизированный водород, небольшое количество гелия и практически никаких других газов в заметном количестве. Соответственно, через коллектор корабля должен пропускаться объём пространства порядка 1018 м³ для сбора одного грамма водорода. Подобный объём требует огромного диаметра электромагнитного (электростатического ионного) собирающего коллектора и чрезвычайно большой напряжённости поля.
| Пример расчёта сбора межзвездного газа для случая радиуса поля захвата 50 км. Тогда R=50 000 м Площадь захвата=7 853 981 633,97 м2 Скорость (берём максимальную из раздела Ограничение на скорость) = 35 700 000 м/с Время = 1 сек Просеянный объем = 280 387 144 332 889 000 м3 Плотность среды = 1E-21 кг/м3 Полученная масса = 0,000 280 387 144 332 890 кг То есть идеально работающее поле радиусом 50 км при максимальной скорости будет захватывать в среднем 0,28 грамма межзвездного газа за секунду (релятивистским замедлением времени пренебрегаем). |

Исходя из состава межзвёздной среды (в основном водород), именно термоядерный синтез на водородной реакции был предложен Бассардом в первоначальной концепции двигателя. К сожалению, протон-протонный цикл непригоден для использования в силу исключительной трудности его осуществления в термоядерном реакторе. Соответственно, более пригодны термоядерные реакции других типов, в частности 2H + 2H → 3He + 1n + 18 МэВ, или 2H + 3H → 4He + 1n + 20 МэВ, но требуемые для них изотопы чрезвычайно редки в составе межзвёздной среды.
Выход, в принципе, был предложен в использовании термоядерных реакций CNO-цикла, где углерод является катализатором термоядерного горения водорода. Тем не менее в любом т. н. каталитическом цикле ядерного синтеза реакции протекают крайне медленно, и плотность мощности ничтожна (для сравнения: в центре Солнца энерговыделение составляет всего лишь порядка 1 ватта на кубический сантиметр). За время пролёта вещества даже при самых оптимистичных предположениях может прогореть лишь ничтожная его доля.
В 1974 году Алан Бонд предложил концепцию RAIR (англ. ram-augmented interstellar rocket), разрешающую проблему трудноосуществимого термоядерного синтеза на протон-протонном цикле. В этой схеме входящий в коллектор протонный поток тормозится до энергии порядка 1 МэВ и бомбардирует мишень из изотопов литий-6 или бор-11. Реакция литий-протон или бор-протон осуществляется проще протон-протонной и даёт значительный выход энергии, которая увеличивает скорость истечения рабочего тела из сопла двигателя. Такая термоядерная реакция может проходить и с использованием малых количеств антиматерии в качестве катализатора.
В концепции двигателя Бассарда, в то же время, существуют значительные теоретические проблемы из-за фактора сопротивления межзвёздной среды — передача импульса от встречного потока вещества на коллектор и далее корабль, что требует превышения тяги двигателя над показателем сопротивления.
В настоящее время работа над концепцией производится в рамках теоретических изысканий.
Ключевая проблема «прямоточника» также в том, что «магнитная воронка» отнюдь не будет выполнять функцию массозаборника так, как предполагалось автором концепции. Скорее, она будет вести себя как «тормоз» (см. «Магнитная пробка», «Пробкотрон», «Адиабатический инвариант»).

### Ограничение на скорость
Ещё одним недостатком термоядерного прямоточного двигателя (даже на наиболее эффективном протон-протонном цикле) является ограниченность скорости, которой может достичь оснащённый им корабль (не более 0,119c = 35,7 тыс. км/с). Это связано с тем, что при улавливании каждого атома водорода (который можно в первом приближении считать неподвижным относительно звёзд) корабль теряет определённый импульс, который удастся компенсировать тягой двигателя только если скорость не превышает некоторого предела. Для преодоления этого ограничения необходимо как можно более полное использование кинетической энергии улавливаемых атомов, что представляется достаточно трудной задачей.
Допустим, экран уловил 4 атома водорода. При работе термоядерного реактора четыре протона превращаются в одну альфа-частицу, два позитрона и два нейтрино. Для простоты пренебрежём нейтрино (учёт нейтрино потребует точного расчёта всех стадий реакции, а потери на нейтрино составляют около процента), а позитроны проаннигилируем с 2 электронами, оставшимися от атомов водорода после изъятия из них протонов. Ещё 2 электрона пойдут на то, чтобы превратить альфа-частицу в нейтральный атом гелия, который благодаря полученной от реакции энергии будет ускорен в сопле двигателя.
Итоговое уравнение реакции без учёта нейтрино:
41
1H →  4
2He + (4mH − mHe)c² (≈27 МэВ)
Пусть корабль летит со скоростью v. При улавливании четырёх атомов водорода в системе отсчёта корабля теряется импульс:
{\displaystyle P_{1}={\frac {4m_{\text{H}}v}{\sqrt {1-v^{2}/c^{2}}}}.}
Теоретически достижимый импульс, с которым корабль может запустить атом гелия, можно получить из известного релятивистского соотношения между массой, энергией и импульсом:
{\displaystyle E_{\text{He}}^{2}/c^{2}-P_{2}^{2}=m_{\text{He}}^{2}c^{2}.}
Энергия атома гелия (включая энергию покоя) не может превышать сумму масс четырёх атомов водорода, умноженную на квадрат скорости света:
{\displaystyle \max E_{\text{He}}=4m_{\text{H}}c^{2}.}
Отсюда квадрат максимально достижимого импульса атома гелия:
{\displaystyle P_{2}^{2}=(4m_{\text{H}})^{2}c^{2}-m_{\text{He}}^{2}c^{2}.}
Если корабль в результате улавливания и использования четырёх атомов водорода не ускорился и не замедлился, значит, импульс, потерянный при их улавливании, равен импульсу, приобретённому в результате выброса атома гелия из сопла:
{\displaystyle P_{1}=P_{2},}
{\displaystyle P_{1}^{2}=P_{2}^{2},}
{\displaystyle {\frac {(4m_{\text{H}})^{2}v^{2}}{1-v^{2}/c^{2}}}=(4m_{\text{H}})^{2}c^{2}-m_{\text{He}}^{2}c^{2},}
{\displaystyle {\frac {v^{2}/c^{2}}{1-v^{2}/c^{2}}}=1-\left({\frac {m_{\text{He}}}{4m_{\text{H}}}}\right)^{2},}
{\displaystyle {\frac {v}{c}}={\sqrt {\frac {1-\left({\frac {m_{\text{He}}}{4m_{\text{H}}}}\right)^{2}}{2-\left({\frac {m_{\text{He}}}{4m_{\text{H}}}}\right)^{2}}}}\approx 0{,}119.}

## Концепции, связанные с двигателем Бассарда
Проблема торможения бассардовского корабля встречным потоком вещества привела к появлению концепции магнитного паруса (или парашюта). В этом случае электромагнитное поле коллектора поглощает энергию встречного звёздного ветра (либо межзвёздной среды) и передаёт тормозящий импульс на корабль. Таким образом, уменьшаются требования к расходу топлива на торможение в системе звезды — цели межзвёздного полёта. Концепция предложена Робертом Зубриным (Robert Zubrin) в конце 1980-х годов.
Соответственно, магнитный парус может быть использован и для разгона корабля в направлении от звезды, на потоке звёздного корпускулярного ветра.
Развитие этой идеи — ускорение (торможение) корабля с магнитным парусом с помощью мощного потока частиц, разогнанных стационарным планетарным (орбитальным) ускорителем.
В данной схеме уменьшаются требования к запасу бортового топлива, используемого для разгона корабля.
Также предложена концепция «подготовленной трассы», в которой на траекторию будущего полёта прямоточного корабля заблаговременно (посредством стационарных установок) выводится поток мелкодисперсного термоядерного горючего.

## Двигатель Бассарда в научной фантастике
Эта концепция нашла широкое распространение в фантастической литературе, в частности, на ней построен сюжет романа Пола Андерсона «Тау Ноль».
Принцип двигателя Бассарда используют инопланетяне в повести Тома Лигона «Эльдорадо». Их снаряд, «Всасывающий водород преследователь света», направляется точно на Солнце чтобы ударить в него и вызвать взрыв, аналогичный взрыву сверхновой. Обложка журнала «Если», где опубликована «Эльдорадо», демонстрирует один из вариантов дизайна двигателя Бассарда.
Практически все корабли Федерации из вселенной «Звёздного пути» используют коллекторы Бассарда для сбора межзвездного газа с целью последующего использования в двигательно-энергетической системе корабля.
Двигатели космических кораблей во вселенной Рейнольдса «Космический Апокалипсис» (в романах они названы прямоточными Конджойнерскими двигателями) используют межзвездный водород в качестве топлива.
Космический корабль «Тезей» в романе Питера Уоттса «Ложная слепота» использует двигатель Бассарда.
Двигатель Бассарда многократно упоминается в серии «Известный космос» Ларри Нивена. В некоторых произведениях используется название «прямоточный двигатель» (ramjet).
Двигатель, «поглощающий межзвёздное вещество», используется у братьев Стругацких в рассказе «Частные предположения» на фотонном звездолёте «Муромец».
В романе «Фиаско» писателя Станислава Лема звездолёт «Эвридика» использует двигатели, работающие на основе реакции термоядерного синтеза, топливом для которых служит водород космического пространства. Так же подобный двигатель описан автором в рассказе «Молот».
Во вселенной Warhammer 40000 корабли инопланетной фракции демиургов (или Лиг Вотанн, если судить по новой редакции бэка) перемещаются в материальной вселенной с помощью схожих технологий.